# Pezicula corticola
Pezicula corticola är en svampart som först beskrevs av C.A. Jørg., och fick sitt nu gällande namn av John Axel Nannfeldt 1932. Pezicula corticola ingår i släktet Pezicula och familjen Dermateaceae.   Inga underarter finns listade i Catalogue of Life.